# Ablación del pedúnculo ocular

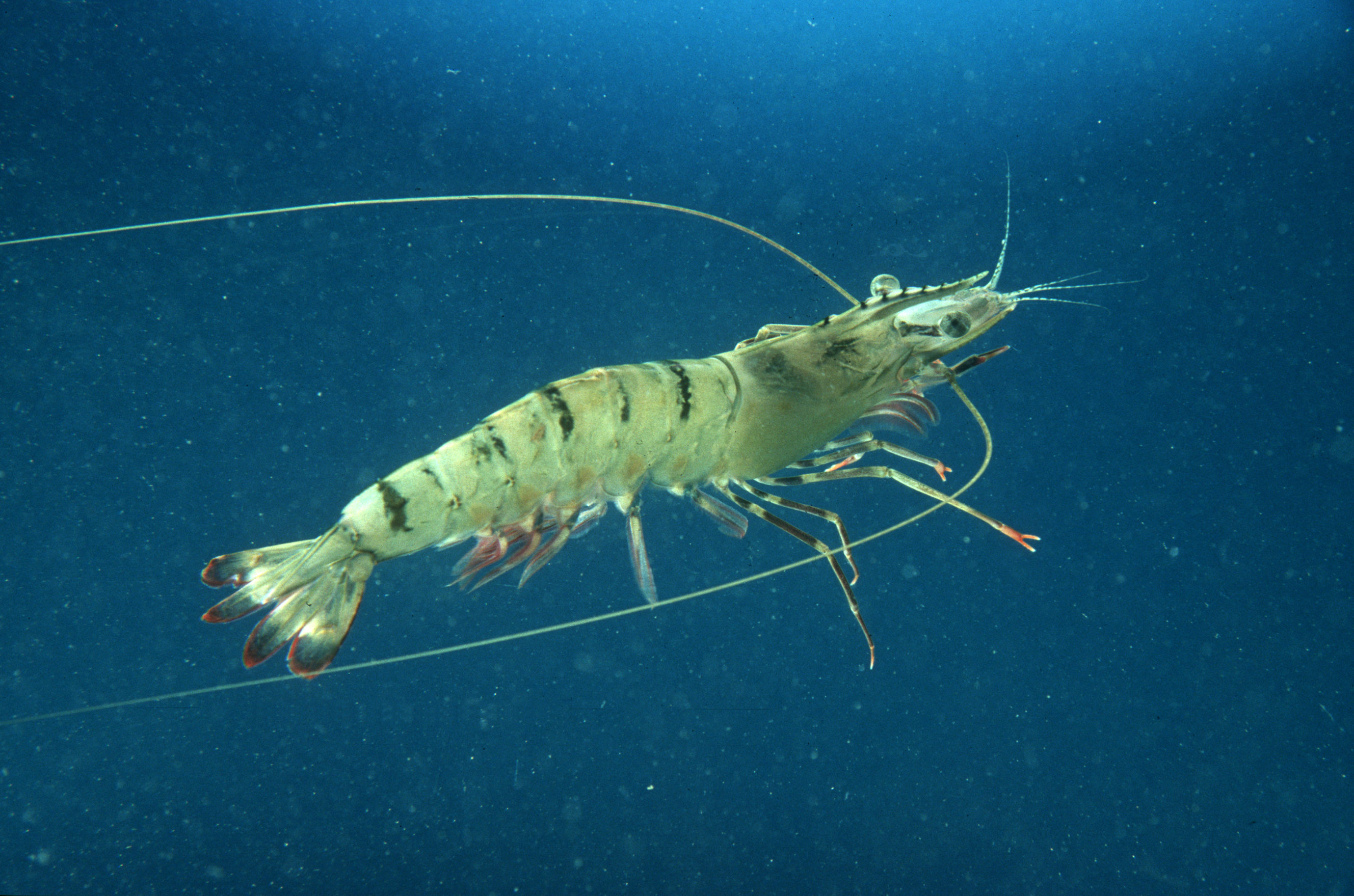
A menudo se extirpan (ablación) los pedúnculos oculares de las hembras de camarón para mejorar la reproducción.

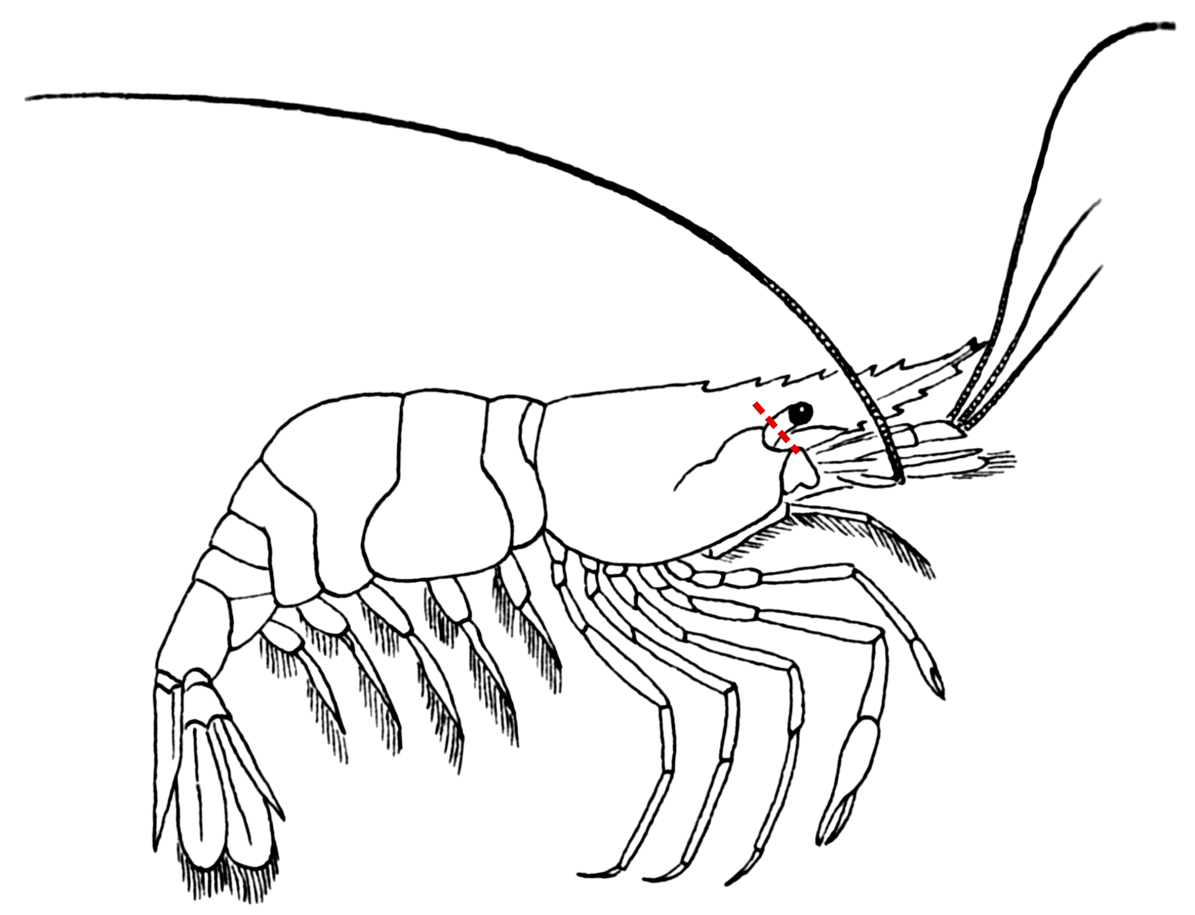
La línea roja de puntos indica el lugar de la gamba donde se corta o cauteriza el pedúnculo ocular durante la ablación.

La ablación del pedúnculo ocular es la extirpación de uno (unilateral) o ambos (bilateral) pedúnculos oculares de un crustáceo.  Se practica de forma rutinaria en las hembras de langostino en casi todas las instalaciones de maduración o reproducción de langostinos marinos del mundo, tanto de investigación como  cría comercial. El objetivo de la ablación en estas circunstancias es estimular al camarón hembra para que desarrolle ovarios maduros y desove. 
La mayoría de las condiciones de cautividad de los langostinos provocan inhibiciones en las hembras que les impiden desarrollar ovarios maduros.  Incluso en condiciones en las que una especie determinada desarrollará ovarios y desovará en cautividad, el uso de la ablación del pedúnculo ocular aumenta la producción total de huevos e incrementa el porcentaje de hembras de una población determinada que participarán en la reproducción.  Una vez que las hembras han sido sometidas a la ablación del pedúnculo ocular, a menudo se produce el desarrollo ovárico completo en tan sólo 3 a 10 días. Esta práctica supuso un gran avance para la comercialización de la cría de langostinos en las décadas de 1970 y 1980, ya que permitió una producción fiable.
La teoría más comúnmente aceptada de por qué la ablación ocular reduce esta inhibición es que se produce una hormona inhibidora de la gónada (GIH) en los complejos neurosecretores del pedúnculo ocular. Esta hormona se produce en la naturaleza en la época no reproductiva y está ausente o presente sólo en bajas concentraciones durante la época reproductiva. La reticencia de la mayoría de las gambas a desarrollar ovarios maduros de forma rutinaria en cautividad es una función de los elevados niveles de GIH, y la ablación del pedúnculo ocular reduce el alto título de GIH en la hemolinfa. El efecto de la ablación del pedúnculo ocular no se produce sobre una única hormona como la GIH, sino que afecta a varios procesos fisiológicos. Además de las pruebas de GIH, otra hipótesis sugiere que la ablación del pedúnculo ocular también reduce la intensidad de la percepción de la luz y, por lo tanto, induce la maduración ovárica.En el langostino bananero (Fenneropenaeus merguiensis, syn. Penaeus merguiensis), la luz tenue favorece la maduración ovárica y el desove.  El mecanismo exacto de la ablación del pedúnculo ocular en la maduración ovárica no es concluyente.
La práctica ha sido criticada por los activistas de los derechos de los animales, ya que la extirpación se realiza a menudo sin anestesia y la alteración de la visión provoca más estrés en los animales.
Se ha informado de que en el langostino tigre (Penaeus monodon), los párpados se regeneran completamente en menos de seis meses.

## Efectos
Hay varios efectos directos e indirectos de la ablación del ojo en camarones hembra, incluyendo;
- Incrementa la producción total de huevos al producir desoves más frecuentes, pero no desoves más grandes.
- la duración del ciclo de muda es más corta.
- incrementa la tasa de mortalidad hasta tres veces.
- deteriora la condición de la hembra.
- en algunos casos, produce una menor tasa de eclosión de los huevos.
- lleva a cambios en el color de los ovarios.
- aumenta la demanda energética.
- lleva a una eventual pérdida de calidad de los huevos.
- producción de crías más vulnerables a enfermedades como el WSSV.[11]

## Técnicas
Las técnicas para la ablación del ocular incluyen:
1. Pellizcar el pedúnculo ocular, normalmente de la mitad a dos tercios del pedúnculo ocular. Este método puede dejar una herida abierta.
2. Cortar un ojo con una cuchilla de afeitar y luego aplastar el pedúnculo ocular con el pulgar y la uña del índice, comenzando entre la mitad y los dos tercios del pedúnculo ocular y moviéndose distalmente hasta que se haya extraído el contenido de los ojos. Este método, a veces llamado enucleación, deja atrás el exoesqueleto transparente para que la coagulación de la hemolinfa y el cierre de la herida puedan producirse más rápidamente.
3. Cauterización a través del pedúnculo ocular con un dispositivo de electrocauterización o con un instrumento como un alambre al rojo vivo o unas pinzas. Si se realiza correctamente, este método cierra la herida y permite que el tejido cicatricial se forme más fácilmente. Una variante de esta técnica consiste en utilizar unas tijeras o una cuchilla afilada para seccionar el colgajo y cauterizar la herida.
4. Ligadura atando fuertemente el ocular con hilo quirúrgico o de otro tipo. Este método también tiene la ventaja del cierre inmediato de la herida.

## Anestésico
Los langostinos Macrobrachium americanum tratados con lignocaína (un anestésico local en mamíferos) antes de la ablación del pedúnculo ocular muestran menos frotamiento, aleteo y refugio que los que no recibieron el anestésico.

## Alternativas
La ablación del pedúnculo ocular está actualmente prohibida en Europa para la producción orgánica. En 2016, Seajoy, uno de los principales productores de camarón de cultivo de primera calidad en América Central, comenzó a criar únicamente camarones sin ablación.
Las alternativas viables al corte incluyen:
- dar alimentos nutritivos y de alta calidad a los reproductores en la fase de premaduración
- Cambiar la proporción de sexos en los tanques de cría de 1:1 a 1:2 (macho-hembra).

Las hembras no ablacionadas tienen tasas de mortalidad más bajas y producen crías más robustas, reduciendo así la necesidad de productos químicos y antibióticos.